# Le Garric
Le Garric (okzitanisch Lo Garric) ist eine französische Gemeinde mit 1.292 Einwohnern (Stand: 1. Januar 2022) im Département Tarn in der Region Okzitanien (vor 2016: Midi-Pyrénées). Sie gehört zum Arrondissement Albi und zum Kanton Albi-4 (bis 2015: Kanton Albi-Nord-Est).

## Geografie
Le Garric liegt etwa fünf Kilometer nordöstlich des Zentrums von Albi am Rande des Cevennen-Gebirges. An der südöstlichen Gemeindegrenze verläuft das Flüsschen Coules zum Tarn. Umgeben wird Le Garric von den Nachbargemeinden Carmaux im Norden, Rosières im Nordosten, Valderiès im Osten, Saussenac im Südosten, Lescure-d’Albigeois im Süden, Cagnac-les-Mines im Südwesten, Taïx im Westen sowie Blaye-les-Mines im Nordwesten.
Durch die Gemeinde führt die Route nationale 88.

## Bevölkerungsentwicklung
| 1962                      | 1968 | 1975 | 1982 | 1990 | 1999 | 2006 | 2013 |
| ------------------------- | ---- | ---- | ---- | ---- | ---- | ---- | ---- |
| 1190                      | 1059 | 1130 | 1207 | 1248 | 1123 | 1135 | 1258 |
| Quelle: Cassini und INSEE |      |      |      |      |      |      |      |

## Sehenswürdigkeiten
- Kirche von Pouzounac

## Persönlichkeiten
- Grégory Lacombe (* 1982), Fußballspieler